# Maratona aquática no Campeonato Mundial de Esportes Aquáticos de 2011 - 10 km feminino
A prova de 10 quilômetros feminino da maratona aquática no Campeonato Mundial de Esportes Aquáticos de 2011 foi realizada no dia 19 de julho na praia de Jinshan, distrito de Xangai.

## Medalhistas
| Ouro                  | Prata                  | Bronze                  |
| Keri-Anne Payne (GBR) | Martina Grimaldi (ITA) | Marianna Lymperta (GRE) |

## Resultados
Estes foram os resultados da prova. 
| Pos.              | Nadadora                    | Nacionalidade  | Tempo     |
| ----------------- | --------------------------- | -------------- | --------- |
| Medalha de ouro   | Keri-Anne Payne             | Reino Unido    | 2:01:58.1 |
| Medalha de prata  | Martina Grimaldi            | Itália         | 2:01:59.9 |
| Medalha de bronze | Marianna Lymperta           | Grécia         | 2:02:01.8 |
| 4                 | Melissa Gorman              | Austrália      | 2:02:12.0 |
| 5                 | Cecilia Biagioli            | Argentina      | 2:02:12.0 |
| 6                 | Poliana Okimoto             | Brasil         | 2:02:13.6 |
| 7                 | Jana Pechanová              | Chéquia        | 2:02:13.8 |
| 8                 | Angela Maurer               | Alemanha       | 2:02:15.1 |
| 9                 | Swann Oberson               | Suíça          | 2:02:16.4 |
| 10                | Erika Villaécija García     | Espanha        | 2:02:18.7 |
| 11                | Ana Marcela Cunha           | Brasil         | 2:02:22.2 |
| 12                | Fang Yanqiao                | China          | 2:02:24.6 |
| 13                | Christine Jennings          | Estados Unidos | 2:02:24.6 |
| 14                | Teja Zupan                  | Eslovênia      | 2:02:24.7 |
| 15                | Olga Beresnyeva             | Ucrânia        | 2:02:25.1 |
| 16                | Ophelie Aspord              | França         | 2:02:28.3 |
| 17                | Karla Šitić                 | Croácia        | 2:02:29.6 |
| 18                | Kalliopi Araouzou           | Grécia         | 2:02:31.3 |
| 19                | Andreina Pinto              | Venezuela      | 2:02:32.5 |
| 20                | Linsy Heister               | Países Baixos  | 2:02:33.6 |
| 21                | Cassandra Patten            | Reino Unido    | 2:02:33.6 |
| 22                | Cara Baker                  | Nova Zelândia  | 2:02:34.0 |
| 23                | Margarita Dominguez Cabezas | Espanha        | 2:02:36.5 |
| 24                | Ekaterina Seliverstova      | Rússia         | 2:03:18.4 |
| 25                | Alejandra Gonzalez Lara     | México         | 2:03:25.8 |
| 26                | Celia Barrot                | França         | 2:03:43.7 |
| 27                | Li Xue                      | China          | 2:04:39.9 |
| 28                | Anna Uvarova                | Rússia         | 2:05:11.7 |
| 29                | Silvie Rybarova             | Chéquia        | 2:05:30.5 |
| 30                | Eva Fabian                  | Estados Unidos | 2:05:41.9 |
| 31                | Danielle de Francesco       | Austrália      | 2:05:47.3 |
| 32                | Inha Kotsur                 | Azerbaijão     | 2:06:00.1 |
| 33                | Lizeth Rueda Santos         | México         | 2:06:52.1 |
| 34                | Nataly Caldas               | Equador        | 2:07:04.9 |
| 35                | Yumi Kida                   | Japão          | 2:07:07.7 |
| 36                | Isabell Donath              | Alemanha       | 2:07:31.5 |
| 37                | Nika Kozamernik             | Eslovênia      | 2:07:32.7 |
| 38                | Iris Matthey                | Suíça          | 2:07:35.7 |
| 39                | Natalie du Toit             | África do Sul  | 2:08:27.1 |
| 40                | Zsofi Balazs                | Canadá         | 2:10:01.7 |
| 41                | Alona Berbasova             | Ucrânia        | 2:11:05.2 |
| 42                | Ayano Koguchi               | Japão          | 2:11:48.9 |
| 43                | Natasha Tang                | Hong Kong      | 2:12:00.6 |
| 44                | Nadine Williams             | Canadá         | 2:13:35.5 |
| 45                | Jessica Roux                | África do Sul  | 2:16:34.5 |
| 46                | Katia Barros                | Equador        | 2:16:45.7 |
| 47                | Chan Fiona On Yi            | Hong Kong      | 2:17:31.3 |
| 48                | Cindy Toscano               | Guatemala      | 2:19:43.1 |
| 49                | Laila El Basiouny           | Egito          | 2:20:15.4 |
| 50                | Yessy Yosaputra             | Indonésia      | 2:20:43.2 |
| –                 | Yanel Pinto                 | Venezuela      | DNF       |
| –                 | Giorgia Consiglio           | Itália         | DNF       |
| –                 | Merna Mohamed               | Egito          | DNF       |
| –                 | Anastasiya Zhidkova         | Azerbaijão     | DNF       |
| –                 | Annisa Fabiola              | Indonésia      | DNF       |
| –                 | Éva Risztov                 | Hungria        | DSQ       |

Legenda
| Recorde mundial       | Recorde mundial (World record)               |                       | Recorde africano                      | Recorde africano (African) |                                           | Q | Classificado por posição (Qualified) |
| Recorde do campeonato | Recorde do campeonato (Championship record)  | Recorde da América    | Recorde da América (Americas)         | q                          | Classificado por melhor tempo (Qualified) |   |                                      |
| Melhor marca do ano   | Melhor marca do ano (World leading)          | Recorde asiático      | Recorde asiático (Asian)              | DNS                        | Não largou (Did not start)                |   |                                      |
| Recorde nacional      | Recorde nacional (National record)           | Recorde europeu       | Recorde europeu (European)            | DNF                        | Não terminou (Did not finish)             |   |                                      |
| Recorde pessoal       | Recorde pessoal do atleta (Personal best)    | Recorde da Oceania    | Recorde da Oceania (Oceania)          | DSQ / DQ                   | Desclassificado (Disqualified)            |   |                                      |
| Recorde da temporada  | Recorde da temporada do atleta (Season best) | Recorde sul-americano | Recorde sul-americano (South America) | NM                         | Sem marca (No mark)                       |   |                                      |